# 俺たちの箱根駅伝
『俺たちの箱根駅伝』（おれたちのはこねえきでん）は、池井戸潤の小説。

## 概要
箱根駅伝本選での活躍を目指す大学陸上競技部のランナーたちと、中継を担うテレビ局の裏側を描く群像劇。
『週刊文春』（文藝春秋）に2021年11月11日号から2023年6月15日号まで連載され、2024年4月24日に同社から上下巻の単行本が刊行された。
箱根駅伝本選を目指す予選会から本選までの様子を描いた第一部（単行本上巻）と、箱根駅伝本選の様子を描いた第二部（単行本下巻）からなる二部構成。池井戸の単行本で上下巻が同時発売されるのは本書が史上初となる。
2024年4月24日、単行本の発売と同時に浅木俊之の朗読によるオーディオブックがAudibleから配信されている。

## 制作背景
箱根駅伝のテレビ中継を視聴する程度であった池井戸が、2014年ごろに箱根駅伝に関する本を作った編集者から中継ポイントに1箇所だけ「小涌園前」という旅館の実名が付けられたエピソードを教えられ興味を惹かれ、その後、箱根駅伝の完全中継を企画した初代プロデューサー・坂田信久をはじめとする番組制作の関係者から直接話を聞く機会に恵まれ、当時技術的に中継が困難で局からGOサインがでなかった駅伝中継の企画を成功させたテレビマンたちの偉業を多くの人に知ってもらうべきと考え、箱根駅伝の中継に奮闘するテレビクルーたちの物語の創作に着手する。だが、箱根駅伝を描くにあたり、主役のランナーたちの物語を避けて通るわけにはいかず、実在のチームを舞台に物語を書くには難しく、架空の大学名を並べても読者が感情移入しづらいとのジレンマに陥り、6 - 7年の間構想が行き詰まるが、ジレンマを解消できる新しい切り口を思いつき、連載に漕ぎつけている。
連載中は過去の大会の録画を繰り返し見たり現地にも足を運ぶなどして執筆し、連載開始前に訪問した関東学生陸上競技連盟や放送を手掛ける日本テレビの関係者から「ゴールする」ではなく「フィニッシュする」といった陸上競技用語の使い方から、フィニッシュ後に倒れ込んだ選手にチームメイトが駆け寄る描写に「あのエリアには救護員しか入れない」などといった実際のルール、「立ちはだかるような坂道」と描写した箇所への「ここの坂はそれほどではない」など細部にわたる指摘を受け、単行本化の際にはそのような箇所を修正し、連載時にはなかった選手たちの絆を確かめる感動のシーンも加筆され、700ページを超える大作を完成させている。

## あらすじ
第一部 決戦前夜
第一章 予選会
第二章 社内政治
第三章 アンカー
第四章 学生連合チーム始動
第五章 箱根につづく道
第六章 それぞれの組織論
第七章 チーム断層
第八章 本選前夜
第九章 つばぜり合い
第二部 東京箱根間往復大学駅伝競走
第一章 大手町スタートライン
第二章 立ちはだかる壁
第三章 人間機関車
第四章 点と線
第五章 ハーフタイム
第六章 天国と地獄
第七章 才能と尺度
第八章 ギフト
第九章 雑草の誉れ
第十章 俺たちの箱根駅伝
最終章 エンディング・ロール

## 登場人物

### 明誠学院大学 陸上競技部
箱根駅伝本選出場から遠ざかり返り咲きを目指す古豪。
青葉 隼斗（あおば はやと）
4年生。主将・エースランナー。故障を乗り越え、箱根本選へのラストチャンスに挑む。
前島 友介（まえじま ゆうすけ）
4年生。1年時、唯ひとり箱根本選に出場した経験者。
矢野 計図（やの けいと）
3年生。マネージャー
甲斐 真人（かい まさと）
新監督。陸上競技部OB。一流商社に勤務していたが監督に就任する。
諸矢 久繁（もろや ひさしげ）
前監督。65歳。

### 大日テレビ
千人体制で箱根駅伝の中継を担うテレビ局。
徳重 克巳（とくしげ かつみ）
箱根駅伝チーフ・プロデューサー。中継を担当し、選手たちのドラマと感動を視聴者へ届けるために奮闘する。
宮本 菜月（みやもと なつき）
箱根駅伝チーフ・ディレクター。
北村 義男（きたむら よしお）
スポーツ局長
辛島 文三（からしま ぶんぞう）
中継アナウンサー。
黒石 徹（くろいし とおる）
編成局長。徳重に無理難題を押し付ける。

### 関東学生連合チーム
箱根駅伝本選出場を逃した大学から選抜された選手で編成される本選出場チーム。
諌山 天馬（いさやま てんま）
品川工業大学4年生。
猪又 丈（いのまた じょう）
武蔵の農業大学2年生。
倉科 弾（くらしな だん）
山王大学2年生。
咲山 巧（さきやま たくみ）
関東中央大学4年生。
佐和田 晴（さわだ はる）
調布大学4年生。
富岡 周人（とみおか しゅうと）
目黒教育大学4年生。
内藤 星也（ないとう せいや）
関東文化大学2年生。
乃木 圭介（のぎ けいすけ）
京成大学1年生。
松木浩太（まつき こうた）
清和国際大学4年生。
峰岸 蓮（みねぎし れん）
多摩塾大学4年生。
村井 大地（むらい だいち）
東邦経済大学3年生。
桃山 遙（ももやま はるか）
東洋商科大学2年生。
桐島 兵吾（きりしま へいご）
関東学連（関東学生陸上競技連合）幹事。
大沼 清治郎（おおぬま せいじろう）
東邦経済大学監督。学生連合コーチ。
北野 公一（きたの こういち）
清和国際大学監督。学生連合コーチ。

## 書籍情報
- 単行本（上巻）：文藝春秋、2024年4月24日、ISBN 978-4-16-391772-6
- 単行本（下巻）：文藝春秋、2024年4月24日、ISBN 978-4-16-391773-3

## オーディオブック
2024年4月24日よりAudibleにて浅木俊之が朗読するオーディオブックが配信されている。